# پایگاه هوایی اورنبورگ
پایگاه هوایی اورنبورگ (به انگلیسی: Orenburg (air base)) یک فرودگاه نظامی است که یک باند فرود بتن دارد و طول باند آن ۲۵۰۰ متر است. این فرودگاه در کشور روسیه قرار دارد و در ارتفاع ۱۱۲ متری از سطح دریا واقع شده است.